# 永井隆幸
永井 隆幸（ながい たかゆき、1972年7月13日 - ）は、Jリーグ・サガン鳥栖のチームスタッフ。事実上の前身である鳥栖フューチャーズ時代から継続して所属している唯一のスタッフとして知られる。

## 略歴・人物
佐賀県多久市出身。小学校のころからサッカーを始め、小城高校時代には県選抜チームにも選出された。進学した東洋大学でもサッカーを続け、東京都大学サッカー連盟の総務部長を3年間務めた。
1995年に鳥栖フューチャーズの運営会社「佐賀スポーツクラブ」に入社。マネージャーとしてチームを支える。97年に会社が倒産したときはボランティアで選手のケアを続けた。新チーム「サガン鳥栖」が結成されると、引き続き運営スタッフの一員として参加した。
1997年2月4日に結成したばかりのサガン鳥栖にはチーム名以外なにも決まっておらず、契約未更改の8人の選手以外は、練習場やボール、用具どころか事務所さえなくスタッフも誰もいなかったが、3月8日開幕のナビスコカップに参加することだけは決定していた。そのためJリーグから派遣された熊地洋二（後、Jリーグ常務理事）、元鳥栖フューチャーズ運営担当の加藤桂三（後、JFL専務理事）、そして永井の3人がわずか1ヶ月間でチームの形を創り上げた。サガン鳥栖の創成期にはU-12監督や運営、強化担当など一人で何役もこなしたほか、人数合わせのため紅白戦などの練習にも参加。チーム初年度の97年には一時選手契約も結んでおり、ヴェルディ川崎とのプレシーズンマッチや、チーム結成10周年を記念して開催されたOB戦などに加え、公式戦では天皇杯に出場したこともある。このように体力面には定評があり、佐賀県で毎年行われている郡市対抗県内一周駅伝大会に多久市チームの一員として参加。チームのPRを兼ね、ユニフォーム姿で健脚を披露した。
2003年から強化部長（ただし強化部に他のスタッフはおらず、事実上一人で強化担当を担ってきた）。2006年より運営会社であるサガンドリームスの執行役員に就任。長年チームのJ1昇格とJ1定着を支えてきたが、2016年5月31日に行われたサポーターズミーティングで強化部長の辞任（後任の強化担当に竹元義幸ら。強化部長は空席）と営業部への異動が発表された。この異動に関して西日本新聞では成績低迷に伴う「事実上の解任」と報じたが、チームは否定している。なお、2018年5月の時点で強化部長に復帰していることが明らかになっており、同年8月にはコーチに就任した。

## 参考資料
- 佐賀新聞『サガン鳥栖“マネジャー”が選手に』 - 1997年11月21日
- サガンティーノ出版部『夢がある フューチャーズからサガン鳥栖』（佐賀新聞社、2000年）

### 注記
1. ↑  97年11月から98年1月1日まで。背番号は25。